# استیو بورتنشاو
استیو بورتنشاو (انگلیسی: Steve Burtenshaw؛ زادهٔ ۲۳ نوامبر ۱۹۳۵) یک بازیکن فوتبال اهل بریتانیا است.